# Лошице
Лошѝце (на полски: Łosice) е град в Източна Полша, Мазовско войводство. Административен център е на Лошишки окръг, както и на градско-селската Лошишка община. Заема площ от 23,74 км2. Към 2011 година населението му възлиза на 7176 души.